# Crocothemis crocea
Crocothemis crocea is een echte libel (Anisoptera) uit de familie van de korenbouten (Libellulidae).
De wetenschappelijke naam Crocothemis crocea werd in 1918 gepubliceerd door Longinos Navás.